# Ävgöl, Östergötland
Ävgöl är en sjö i Kinda kommun i Östergötland och ingår i Botorpsströmmens huvudavrinningsområde. Sjöns area är 0,037 kvadratkilometer och den befinner sig 155,7 meter över havet.